# Fontaine Bellecroix (Courthézon)
La fontaine Bellecroix est une fontaine situé sur la commune de Courthézon, dans le Vaucluse. Elle est inscrite au titre des monuments historiques depuis 1976.

## Historique
Les premières réglementations de l’alimentation en eau potable, et de la distribution d’eau aux habitants, à Courthézon, sont formalisées en 1852. La commune est alors alimentée par une source située à 2 km du centre du bourg. 